# Toro de Fálaris

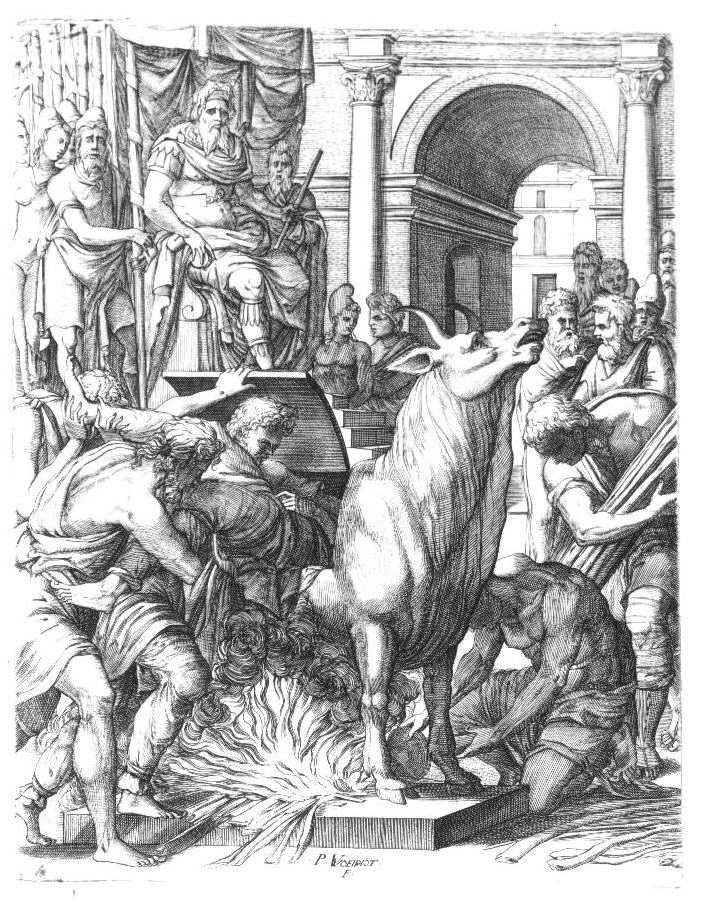
Grabado de alrededor de 1500 que muestra a Perilo, diseñador de la máquina, siendo introducido en ella.

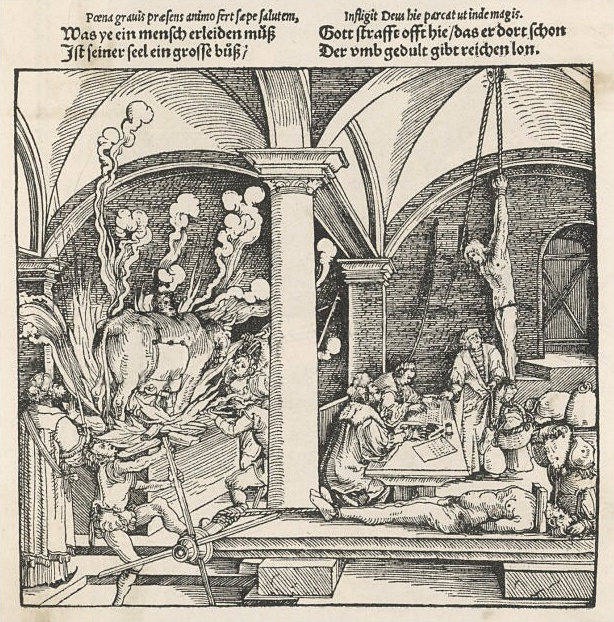
El toro de Fálaris representado por Hans Burgkmair el Viejo.

El toro de Fálaris es un instrumento de tortura cuyo nombre se atribuye a Fálaris, tirano de Acragas, Sicilia, que murió en el año 554 a. C. Los ajusticiados se introducían en el interior de una estatua de cobre hueca con forma de toro. La estatua se colocaba encima de una hoguera, con lo que la temperatura del interior aumentaba como en un horno. Los alaridos y los gritos de las víctimas salían por la boca del toro, haciendo parecer que la figura mugía. La leyenda cuenta que su diseñador, Perilo, murió al ser introducido en su propia creación por orden de Fálaris cuando le presentó el instrumento. En realidad, antes de que muriera, Fálaris ordenó sacar a Perilo del interior del toro para que no profanara su obra y dispuso que muriera al ser arrojado por un precipicio.
Algunos eruditos[¿quién?] de principios del siglo XX indicaron una posible conexión entre el toro de Fálaris y las imágenes de los cultos fenicios (véase el becerro de oro bíblico), e hipotetizaron una continuación de la práctica de los sacrificios humanos de Oriente. No obstante, esta idea luego perdió adeptos.

## Historia
La historia del toro no puede ser descartada como pura invención. Píndaro, quien vivió menos de un siglo más tarde, asoció expresamente a este instrumento de tortura con el nombre del tirano. Ciertamente existió un toro de Fálaris en Agrigento que fue trasladado a Cartago por los mismos cartagineses cuando volvió a ser tomada por Escipión el Africano, también conocido como Escipión el Mayor, y devuelto a Agrigento (c. 200 a. C.). Sin embargo, es más probable que fuese Publio Cornelio Escipión Emiliano, alias Escipión el Menor, quien regresó este toro y otras obras de arte robadas a sus ciudades sicilianas originarias después de la destrucción total de Cartago (c. 146 a. C.) que puso fin a la tercera guerra púnica.
El tormento de Fálaris es mencionado sin aportar detalles por Aristóteles al hablar de acciones depravadas.

## Persecución romana de cristianos
Los romanos tenían fama de haber usado este dispositivo de tortura para matar a algunos cristianos, especialmente a san Eustaquio, quien, según la tradición cristiana, fue asado en un toro de cobre con su esposa e hijos por el emperador Adriano. Lo mismo le sucedió a san Antipas, obispo de Pérgamo durante las persecuciones del emperador Domiciano y el primer mártir en Asia Menor, quien fue asado hasta la muerte en un toro de cobre en el año 92. Se afirma que el dispositivo todavía se usaba dos siglos después: otra cristiana, Pelagia de Tarso, habría sido quemada en uno de ellos en 287 por el emperador Diocleciano

## Reino visogodo de Toulouse
Según la Crónica caesaraugustana, Burdunellus, un usurpador romano, fue asado en un toro de cobre por el rey Alarico II en 497.

## Apariciones en medios
- La película de 2011, Immortals muestra a tres doncellas de un oráculo siendo torturadas en un toro de cobre.
- La película, Red Riding Hood de 2011 presenta un dispositivo casi idéntico, aunque en forma de elefante.
- La película de 2010, Saw 3D muestra a una mujer muriendo en un dispositivo similar a un toro de cobre.
- El videojuego de 2010, Amnesia: The Dark Descent presenta un toro de cobre que anteriormente se usaba como mecanismo de tortura.
- La tercera temporada de 1000 maneras de morir presenta un segmento (titulado: "My Big Fat Greek Death") sobre la historia de Perilo demostrando el dispositivo y convirtiéndose en la primera víctima de su invento.
- La temporada 2013 de la serie de televisión británica Atlantis tiene a Pasiphae condenando a Ariadne a ser ejecutada por medio de un toro de cobre.
- La película de 2014 A Pigeon Sat on a Branch Reflecting on Existence presenta un dispositivo de tortura similar a un toro de cobre utilizado para matar a muchas personas a la vez.
- En la novela de 2015 The Library at Mount Charuses aparece un toro como objeto principal de la trama, en el que varios personajes sufren tortura.
- En el número 15 del cómic de Marvel, Hellstorm Príncipe de las mentiras, aparece un demonio torturando gente en el Toro de Fálaris.
- En el episodio 10 de la temporada 8 de la serie The Blacklist se cita a Perilo y el Toro de Fálaris al comienzo del capítulo.